# Кинг, Альберта Уильямс
Альберта Кристин Уильямс Кинг (13 сентября 1904 — 30 июня 1974) — мать Мартина Лютера Кинга-младшего, супруга Мартином Лютером Кингом-старшим. Играла значительную роль в делах баптистской церкви Эбенезера. Она была застрелена в церкви Маркусом Уэйном Шено, 23-летним чернокожим израильтяном через шесть лет после убийства Мартина Лютера Кинга-младшего.

## Биография

### Образование и замужество
Альберта Кристин Уильямс родилась 13 сентября 1904 года. Её родителями были преподобный Адам Дэниел Уильямс, в то время проповедник баптистской церкви Эбенезера в Атланте и Дженни Селеста Уильямс. Альберта окончила среднюю школу в семинарии Спелмана и получила сертификат преподавателя в Хэмптонском промышленном институте (ныне Хэмптонский университет) в 1924 году.
Уильямс познакомилась с Мартином Л. Кингом, чья сестра Вуди жила со своими родителями, незадолго до отъезда в Хэмптон. После окончания учёбы она объявила о помолвке с Кингом в баптистской церкви Эбенезера. Затем она преподавала в течение короткого времени перед их свадьбой в День благодарения в 1926 году, но ей пришлось уйти, потому что местный школьный совет запретил преподавать замужним женщинам.
После свадьбы молодожены переехали в дом Уильямсов, где впоследствии родились все трое их детей: Уилли Кристин (1927—2023), Мартин Лютер (1929—1968) и Альфред Даниэль Уильямс (1930—1969). Семья Кинга жила в этом доме до смерти её матери от сердечного приступа в 1941 году, когда Мартину-младшему исполнилось 12 лет.
Кинг продолжила обучение в колледже Морриса Брауна, получив степень бакалавра в 1938 году.

### Деятельность
Кинг основала хор Эбенезер и работала церковным органистом с 1932 по 1972 год. Она служила руководителем хора в течение почти 25 лет, уехав лишь на короткий период в начале 1960-х годов, чтобы сопровождать своего сына Мартина и помогать ему в его работе. Она вернулась на эту должность в 1963 году и продолжала занимать эту должность до ухода на пенсию в 1972 году.
Помимо хора, Альберта также была организатором и президентом Женского комитета Эбенезера с 1950 по 1962 год и органисткой женской вспомогательной организации Национальной баптистской конвенции с 1950 по 1962 год.

### Убийство и похороны
69-летняя Альберта Кинг была застрелена 30 июня 1974 года Маркусом Уэйном Шено, 23-летним чернокожим мужчиной из Огайо, принявшим теологию черных евреев-израильтян. Шено решил убить преподобного Джесси Джексона в Чикаго, но отменил план в последнюю минуту, отправившись две недели спустя в Атланту, где он выстрелил в Альберту Кинг из двух пистолетов, когда она сидела за органом в баптистской церкви Эбенезера. Вместе с ней был ранен учитель на пенсии Джимми Митчелл и дьякон церкви Эдвард Бойкин. Кинг и Бойкин были доставлены в больницу Грейди Мемориал, где она вскоре скончалась от огнестрельного ранения в голову; Бойкин был доставлен в больницу уже мёртвым.
Альберта Кинг была похоронена на кладбище Саут-Вью в Атланте. Её супруг, Мартин Лютер Кинг-старший умер от сердечного приступа 11 ноября 1984 года в возрасте 84 лет и был похоронен рядом с ней.